# Rocher d'Abraham
Pour les articles homonymes, voir Abraham (homonymie).
Le rocher d'Abraham, situé dans le serre de la Croix de Bauzon et le département de l'Ardèche, est un pic culminant à 1 494 mètres d'altitude. Il constitue le point culminant des communes de Barnas et de La Souche, le sommet se situant à la frontière de ces deux localités et de Mayres.

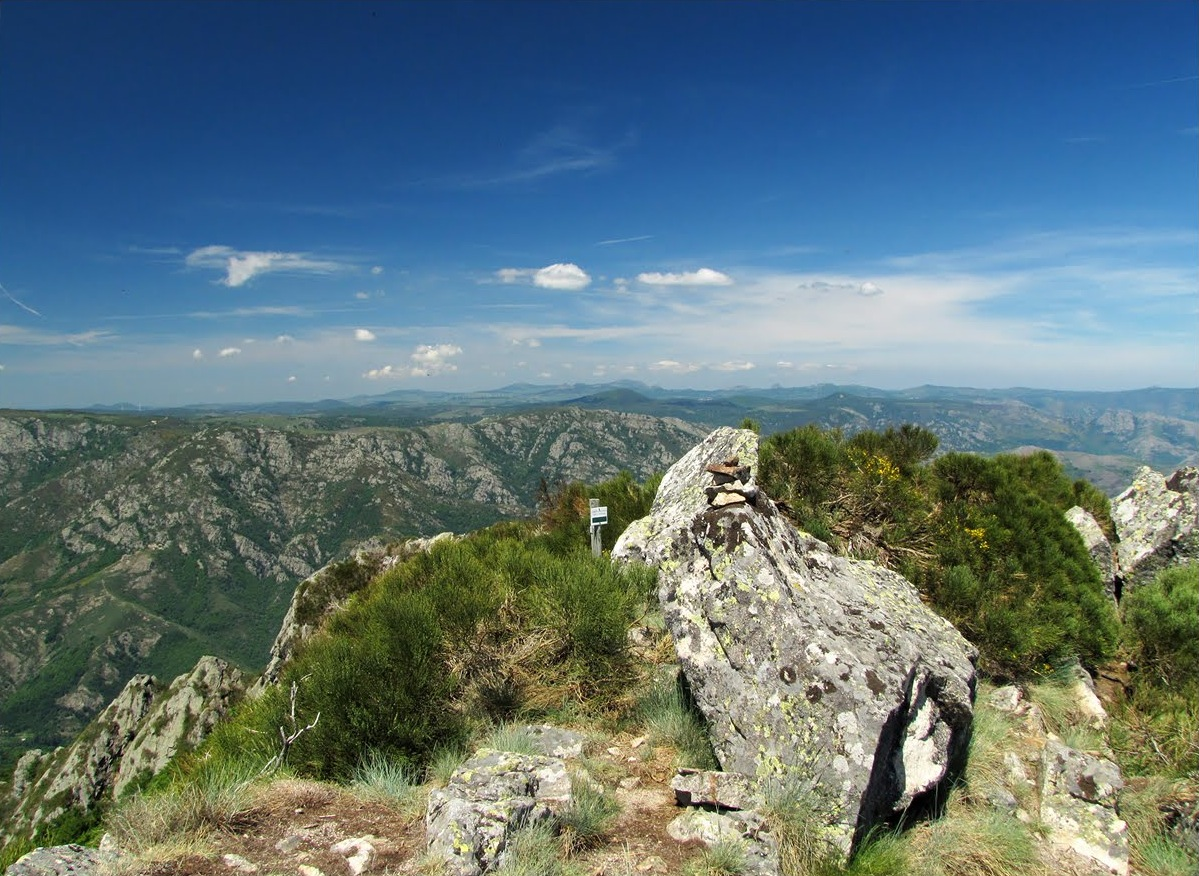
Vue depuis le sommet.